# Barrio Lluu
Barrio Lluu är en ort i Mexiko.   Den ligger i kommunen Santa Inés del Monte och delstaten Oaxaca, i den sydöstra delen av landet, 400 km sydost om huvudstaden Mexico City. Barrio Lluu ligger 2 282 meter över havet och antalet invånare är 124.
Terrängen runt Barrio Lluu är bergig. Runt Barrio Lluu är det ganska tätbefolkat, med 56 invånare per kvadratkilometer. Närmaste större samhälle är Santa Cruz Xoxocotlán, 17,6 km nordost om Barrio Lluu. I omgivningarna runt Barrio Lluu växer i huvudsak blandskog.